# Ibrahim Kinuthia
Ibrahim Kinuthia (22 maggio 1963) è un ex maratoneta ed ex mezzofondista keniota.

## Palmarès
| Anno | Manifestazione     | Sede          | Evento         | Risultato | Prestazione | Note |
| ---- | ------------------ | ------------- | -------------- | --------- | ----------- | ---- |
| 1989 | Mondiali di cross  | Stavanger     | Corsa seniores | 44º       | 41'53"      |      |
| 1989 | Mondiali di cross  | Stavanger     | A squadre      | Oro       | 44 p.       |      |
| 1990 | Mondiali di cross  | Aix-les-Bains | Corsa seniores | 44º       | 41'53"      |      |
| 1990 | Mondiali di cross  | Aix-les-Bains | A squadre      | Oro       | 42 p.       |      |
| 1990 | Africani           | Il Cairo      | 10000 m piani  | 6º        | 29'12"9     |      |
| 1990 | Africani           | Il Cairo      | 5000 m piani   | 6º        | 13'45"62    |      |
| 1991 | Mondiali di cross  | Anversa       | Corsa seniores | 51º       | 35'18"      |      |
| 1991 | Mondiali di cross  | Anversa       | A squadre      | Oro       | 38 p.       |      |
| 1991 | Mondiali           | Tokyo         | 5000 m piani   | 10º       | 13'38"96    |      |
| 1991 | Giochi Panafricani | Il Cairo      | 5000 m piani   | Argento   | 13'37"67    |      |

## Campionati nazionali
1989
- 8º ai campionati kenioti di corsa campestre

1990
- Argento ai campionati kenioti di corsa campestre - 37'26"

1991
- Argento ai campionati kenioti, 5000 m piani - 13'56"8

1993
- 45º ai campionati kenioti di corsa campestre

## Altre competizioni internazionali[1]
1990
- Argento alla San Silvestre Vallecana ( Madrid), 9 km - 26'01"

1991
- 4º all'IAAF Grand Prix Final ( Barcellona), 5000 m piani - 13'27"62
- Oro al Golden Gala ( Roma), 5000 m piani - 13'09"76
- Argento al Bauhaus-Galan ( Stoccolma), 5000 m piani - 13'13"87
- 4º al Memorial Van Damme ( Bruxelles), 5000 m piani - 13'22"39
- Argento all'Athletissima ( Losanna), 5000 m piani - 13'24"27
- 6º al Weltklasse Zürich ( Zurigo), 5000 m piani - 13'29"45

1992
- 10º all'Herculis ( Monaco), 5000 m piani - 13'46"98

1993
- 6º al Golden Gala ( Roma), 5000 m piani - 13'17"65
- 14º ai Bislett Games ( Oslo), 5000 m piani - 13'33"65

1995
- 11º alla Maratona di Chicago ( Chicago) - 2h14'52"
- 7º al Prefontaine Classic ( Eugene), 2 miglia - 8'31"04